# Morti nel 1971/Settembre
| Questa pagina contiene informazioni ricavate automaticamente dalle voci biografiche con l'ausilio del template Bio e di un bot. L'aggiornamento è periodico e automatico e ricostruisce completamente la pagina. Se manca una persona in questa lista, sei pregato di non aggiungerla, ma accertati piuttosto che la sua voce biografica contenga il template Bio e che i dati anagrafici siano correttamente compilati. Se il template Bio manca, inseriscilo tu stesso o, in alternativa, metti l'avviso {{tmp\|Bio}} che ne segnala la mancanza. Se i dati riportati sono sbagliati, correggi direttamente la voce biografica; le modifiche saranno visibili in questa lista entro pochi giorni. Per chiarimenti vedi il progetto biografie. La lista contiene solo le 92 persone che sono citate nell'enciclopedia e per le quali è stato implementato correttamente il template Bio. Pagina aggiornata al 3 mar 2024. |

- 1º settembre - Dezider Milly, pittore e grafico slovacco (n. 1906)
- 2 settembre - Mario Frosali, triplista e lunghista italiano (n. 1912)
- 2 settembre - Johannes Hessen, presbitero, filosofo e teologo tedesco (n. 1889)
- 2 settembre - Theodor Lohrmann, calciatore tedesco (n. 1898)
- 2 settembre - Henrik Robert, velista norvegese (n. 1887)
- 2 settembre - Federico Valli, editore e produttore cinematografico italiano (n. 1906)
- 3 settembre - Roundell Palmer, III conte di Selborne, politico inglese (n. 1887)
- 3 settembre - Immacolata d'Asburgo-Lorena, principessa austriaca (n. 1892)
- 4 settembre - Niccolò Gallo, critico letterario e curatore editoriale italiano (n. 1912)
- 5 settembre - Ed Gordon, lunghista statunitense (n. 1908)
- 5 settembre - Arrigo Tessari, aviatore e generale italiano (n. 1897)
- 5 settembre - George Trafton, giocatore di football americano e pugile statunitense (n. 1896)
- 6 settembre - Phil Edwards, velocista, mezzofondista e medico canadese (n. 1907)
- 6 settembre - Giovanni Maresca Donnorso di Serracapriola, militare, politico e imprenditore italiano (n. 1893)
- 6 settembre - Elody Oblath, scrittrice italiana (n. 1889)
- 6 settembre - Ezequiel Padilla Peñaloza, politico, diplomatico e avvocato messicano (n. 1890)
- 7 settembre - Spring Byington, attrice statunitense (n. 1886)
- 7 settembre - Albert Caraco, filosofo e scrittore uruguaiano (n. 1919)
- 7 settembre - Henrik Stefán, pittore ungherese (n. 1896)
- 8 settembre - Emmett Toppino, velocista statunitense (n. 1909)
- 9 settembre - Sante Ancherani, calciatore, allenatore di calcio e dirigente sportivo italiano (n. 1882)
- 9 settembre - Pat Glover, calciatore gallese (n. 1910)
- 9 settembre - Rebo Rigotti, genetista e agronomo italiano (n. 1891)
- 9 settembre - Filippo Sacchi, giornalista, scrittore e critico cinematografico italiano (n. 1887)
- 10 settembre - Hélio Marques Pereira, cestista brasiliano (n. 1925)
- 10 settembre - Anna Maria Pierangeli, attrice italiana (n. 1932)
- 10 settembre - Roland de Vaux, archeologo e traduttore francese (n. 1903)
- 11 settembre - Emilio Agradi, calciatore e allenatore di calcio italiano (n. 1895)
- 11 settembre - Nikita Sergeevič Chruščëv, politico e militare sovietico (n. 1894)
- 11 settembre - Bella Darvi, attrice polacca (n. 1928)
- 11 settembre - Percy Helton, attore statunitense (n. 1894)
- 12 settembre - Ferruccio Castiglioni, scacchista italiano (n. 1921)
- 12 settembre - Walter Egan, golfista statunitense (n. 1881)
- 12 settembre - Carlo Foà, fisiologo e patologo italiano (n. 1880)
- 12 settembre - Elinor Kershaw, attrice statunitense (n. 1884)
- 12 settembre - Edgar Wind, storico dell'arte tedesco (n. 1900)
- 13 settembre - Lin Biao, generale, politico e scrittore cinese (n. 1907)
- 13 settembre - Leda Rafanelli, politica, anarchica e scrittrice italiana (n. 1880)
- 14 settembre - Giuseppe Castelli, calciatore italiano (n. 1919)
- 14 settembre - Manuel Cisneros, avvocato, giornalista e politico peruviano (n. 1907)
- 14 settembre - Harald Lander, ballerino, coreografo e direttore artistico danese (n. 1905)
- 14 settembre - Alessandro Ravelli, compositore e musicista italiano (n. 1880)
- 15 settembre - John Desmond Bernal, fisico e biologo britannico (n. 1901)
- 15 settembre - Leo Dannin, calciatore danese (n. 1898)
- 15 settembre - Umberto Malvano, calciatore, arbitro di calcio e dirigente sportivo italiano (n. 1884)
- 15 settembre - Duncan Mansfield, montatore statunitense (n. 1897)
- 15 settembre - Gabriele Pepe, storico italiano (n. 1899)
- 15 settembre - Guido Russo Perez, politico italiano (n. 1885)
- 16 settembre - Betty Boyd, attrice statunitense (n. 1908)
- 16 settembre - Lev Korčebokov, allenatore di calcio e calciatore sovietico (n. 1907)
- 16 settembre - Agnes Meyer Driscoll, crittografa statunitense (n. 1889)
- 16 settembre - Eric Miéville, diplomatico inglese (n. 1896)
- 16 settembre - Ralph Moody, attore statunitense (n. 1886)
- 17 settembre - Auguste Castille, ginnasta francese (n. 1883)
- 17 settembre - Oszkár Kálmán, basso ungherese (n. 1887)
- 17 settembre - Letterio La Spada, politico e medico italiano (n. 1911)
- 17 settembre - Germain M'ba, diplomatico e politico gabonese (n. 1932)
- 17 settembre - James Plumeri, mafioso italiano (n. 1903)
- 17 settembre - Oscar Uccelli, politico italiano (n. 1894)
- 19 settembre - William Albright, archeologo e linguista statunitense (n. 1891)
- 20 settembre - Luigi Carbonari, politico italiano (n. 1880)
- 20 settembre - Wallace Osgood Fenn, fisiologo statunitense (n. 1893)
- 20 settembre - Jindřich Kakos, schermidore cecoslovacco (n. 1912)
- 20 settembre - Leonardo Motzo, generale italiano (n. 1895)
- 20 settembre - Giorgos Seferis, poeta, saggista e diplomatico greco (n. 1900)
- 20 settembre - James Westerfield, attore statunitense (n. 1913)
- 21 settembre - Corrado Grazzini, esperantista italiano (n. 1883)
- 21 settembre - Bernardo Alberto Houssay, medico e fisiologo argentino (n. 1887)
- 21 settembre - Kōichi Kudō, allenatore di calcio e calciatore giapponese (n. 1909)
- 21 settembre - Luciano Morpurgo, fotografo, editore e scrittore italiano (n. 1886)
- 21 settembre - Guglielmo Nasi, generale e politico italiano (n. 1879)
- 22 settembre - Raffaele Pelligra, generale italiano (n. 1888)
- 22 settembre - Carlo Piccardi, calciatore italiano (n. 1919)
- 23 settembre - James Waddell Alexander, matematico statunitense (n. 1888)
- 23 settembre - Billy Gilbert, attore e comico statunitense (n. 1894)
- 23 settembre - Ildefonso Rea, vescovo cattolico e abate italiano (n. 1896)
- 24 settembre - Schlitzie, showman e attore statunitense (n. 1901)
- 25 settembre - Hugo Black, politico e magistrato statunitense (n. 1886)
- 25 settembre - Emil Hansen, calciatore norvegese (n. 1893)
- 25 settembre - Joseph Musch, calciatore belga (n. 1893)
- 25 settembre - Jan Palouš, hockeista su ghiaccio ceco (n. 1888)
- 26 settembre - Stan Earle, calciatore inglese (n. 1897)
- 26 settembre - Lawrence Henry Gipson, storico statunitense (n. 1880)
- 26 settembre - Robert Saundby, generale e aviatore inglese (n. 1886)
- 26 settembre - Edward Ward, compositore statunitense (n. 1900)
- 27 settembre - José Joaquín Araiza, scacchista messicano (n. 1900)
- 27 settembre - Hermann Ehrhardt, militare tedesco (n. 1881)
- 28 settembre - Vasilij Butusov, calciatore russo (n. 1892)
- 28 settembre - Enrique Santos Montejo, giornalista colombiano (n. 1886)
- 29 settembre - Miguel Ángel Builes Gómez, vescovo cattolico colombiano (n. 1888)
- 29 settembre - François Claessens, ginnasta belga (n. 1897)
- 30 settembre - Frithjof Skonnord, calciatore norvegese (n. 1887)